# Pedinus
Pedinus är ett släkte av skalbaggar som beskrevs av Pierre André Latreille 1796. Pedinus ingår i familjen svartbaggar.
Släktet innehåller bara arten Pedinus femoralis.

## Bildgalleri

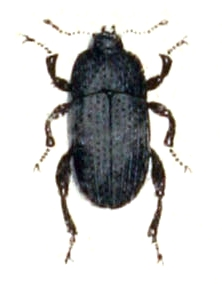